# 히바야마역
히바야마역(일본어: 比婆山駅)은 일본 히로시마현 쇼바라시에 위치한 서일본 여객철도 게이비 선의 철도역이다. 단선 승강장 1면 1선의 구조를 갖춘 지상역이다.

## 역 주변
- 국도 제183호선

## 역사
- 1935년 12월 20일 : 쇼바라 선의 빈고쿠마노역으로서 개업.
- 1936년 10월 10일 : 쇼바라 선이 산신 선으로 편입되어, 산신 선의 역이 된다.
- 1937년 7월 1일 : 게이비 철도의 국유화에 의해, 게이비 선의 역이 된다.
- 1956년 12월 20일 : 히바야마역으로 개칭.
- 1972년 9월 1일 : 무인역으로 된다.
- 1987년 4월 1일 : 일본국유철도 분할 민영화에 의해, 서일본 여객철도가 승계.
- 2008년 3월 31일 : 이 날에 의해서 승차권 위탁 판매 종료.

## 인접 역
| 서일본 여객철도 게이비 선 | 서일본 여객철도 게이비 선 | 서일본 여객철도 게이비 선 |
| ------------------------- | ------------------------- | ------------------------- |
| 빈고오치아이 니미 방면    | ■ 게이비 선               | 빈고사이조 히로시마 방면  |